# كاربونارا سكريفيا
كاربونارا سكريفيا (بالإيطالية: Carbonara Scrivia)‏ هي بلدية في مقاطعة ألساندريا في إقليم بييمونتي في إيطاليا.

## السكان
في سنة 1861 بلغ عدد السكان 660 نسمة، وتطور العدد ليصل في سنة 2011 لـ 1٬055 نسمة.
يظهر هذا المخطط البياني تطور النمو السكاني لـ كاربونارا سكريفيا